# Мовчать тільки статуї
«Мовчать тільки статуї» — український радянський художній фільм 1962 року режисера Володимира Денисенка. Стрічку створено на Кіностудії імені Олександра Довженка. Вперше вийшла на екрани 18 лютого 1963 року. 

## Синопсис
Радянські фахівці будують гідроелектростанцію у близькосхідній країні. Для продовження робіт виникла необхідність здійснити потужний вибух. Проте ніхто навіть не підозрює, що зовсім поруч, під землею, причаївся старий німецький склад боєприпасів. Конкуруюча британська фірма, від послуг якої відмовилася місцева влада, знає про небезпеку, та мовчить: їй вигідна катастрофа, в яку потрапить будівництво. Але серед службовців фірми знайшлися люди, котрі попередили будівельників. Склад боєприпасів було знешкоджено.

## У ролях
| Актор                | Роль              |
| -------------------- | ----------------- |
| Микола Гринько       | Іваненко          |
| Костянтин Степанков  | Коста             |
| В'ячеслав Шалевич    | Алі               |
| Олександр Дем'яненко | Іваночкін         |
| Наталія Наум         | Ґедда Олафсон     |
| Юрій Лавров          | Ґрірсон           |
| Георгій Віцин        | Жак Мельє         |
| Юхим Копелян         | Генрі Сміт        |
| Леонід Тарабаринов   | Іващенко          |
| Данило Нетребін      | Іван Басенко      |
| Борис Новиков        | радянський солдат |
| Вітольд Янпавліс     | син Ґріксона      |
| Анатолій Гриневич    | Єжи Кремер        |
| Наталя Упеник        | Наїма             |
| Дмитро Капка         | епізодична роль   |
| Таїсія Литвиненко    | епізодична роль   |
| Василь Макаров       | епізодична роль   |
| Маргарита Кошелєва   | епізодична роль   |

## Знімальна група
- Режисер-постановник: Володимир Денисенко[1]
- Сценарист: Євген Онопрієнко
- Оператор-постановник: Вадим Іллєнко[2]
- Оператор: Ірина Трегубова
- Композитор: Олександр Білаш
- Художник-постановник: Йосип Юцевич
- Звукорежисер: Юрій Горецький